# Reinhold Pommer
Reinhold Viktor Pommer (Haßfurt, Baviera, 6 de gener de 1935 - 26 de març de 2014) va ser un ciclista alemany que fou professional entre 1958 i 1961. Anteriorment, com a ciclista amateur, va prendre part en els Jocs Olímpics de Melbourne de 1956, en què guanyà una medalla una medalla de bronze en la cursa en ruta per equips, junt a Gustav-Adolf Schur i Horst Tüller.

## Palmarès
- 1956
  -  Medalla de bronze als Jocs Olímpics de Melbourne en ruta per equips
- 1959
  - Vencedor d'una etapa al Tour de l'Oise

### Resultats al Tour de França
- 1958. Abandona (11a etapa)
- 1961. Abandona (2a etapa)